# Hunspach
Hunspach é uma comuna francesa na região administrativa de Grande Leste, no departamento Baixo Reno. Estende-se por uma área de 5,49 km². Em 2010 a comuna tinha 653 habitantes (densidade: 118,9 hab./km²).
Pertence à rede das As mais belas aldeias de França.

## Galeria de imagens

Hunspach
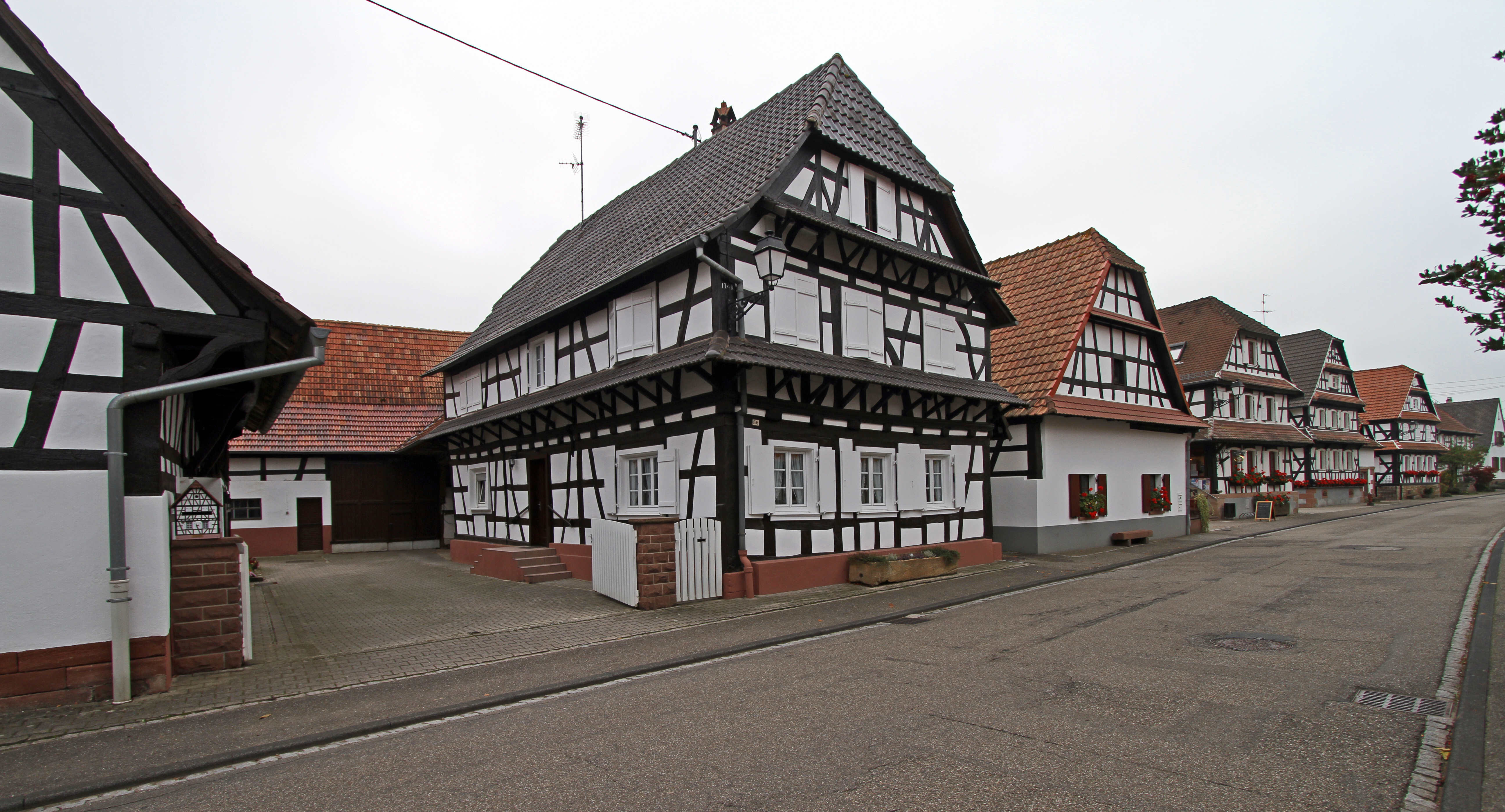
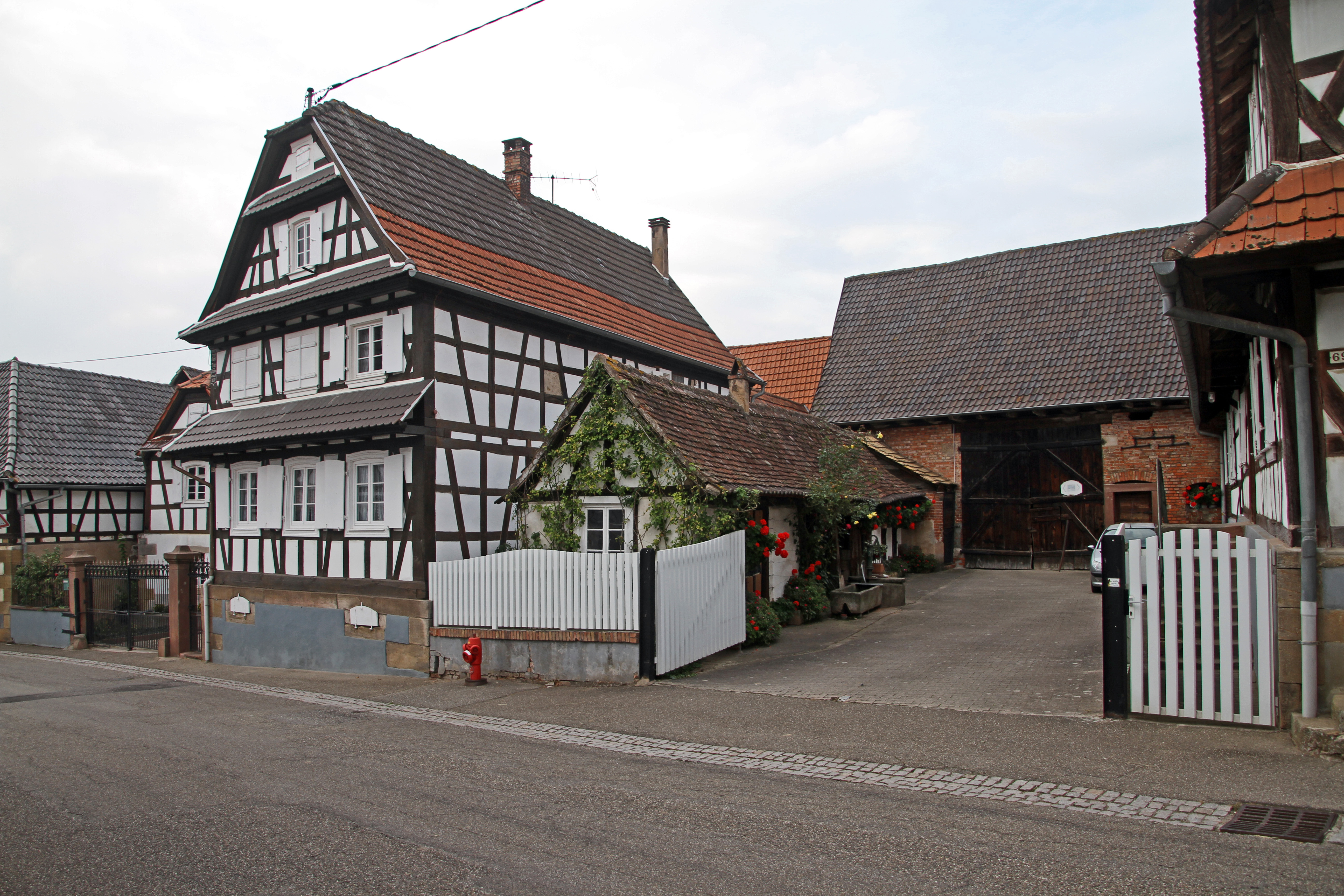
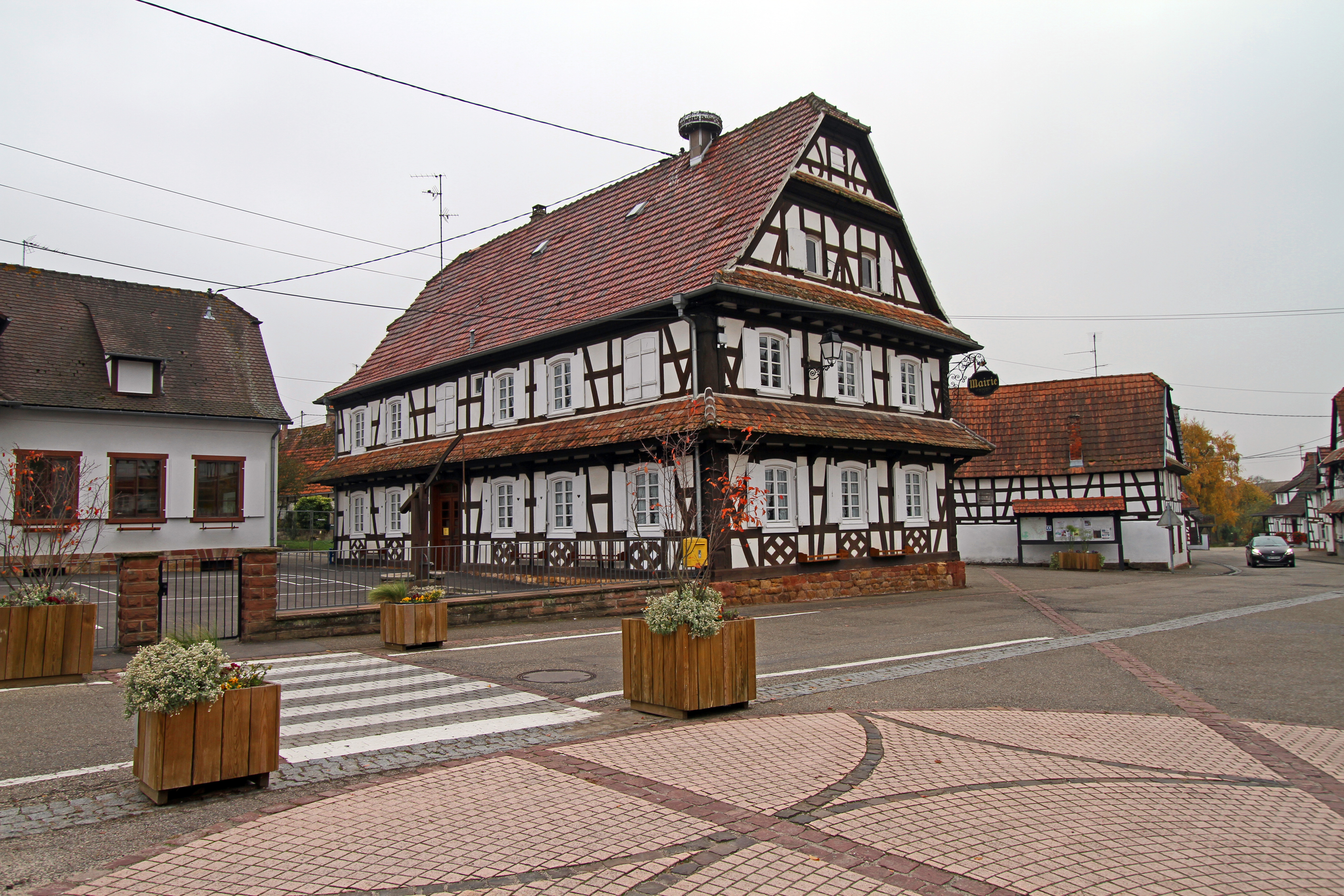
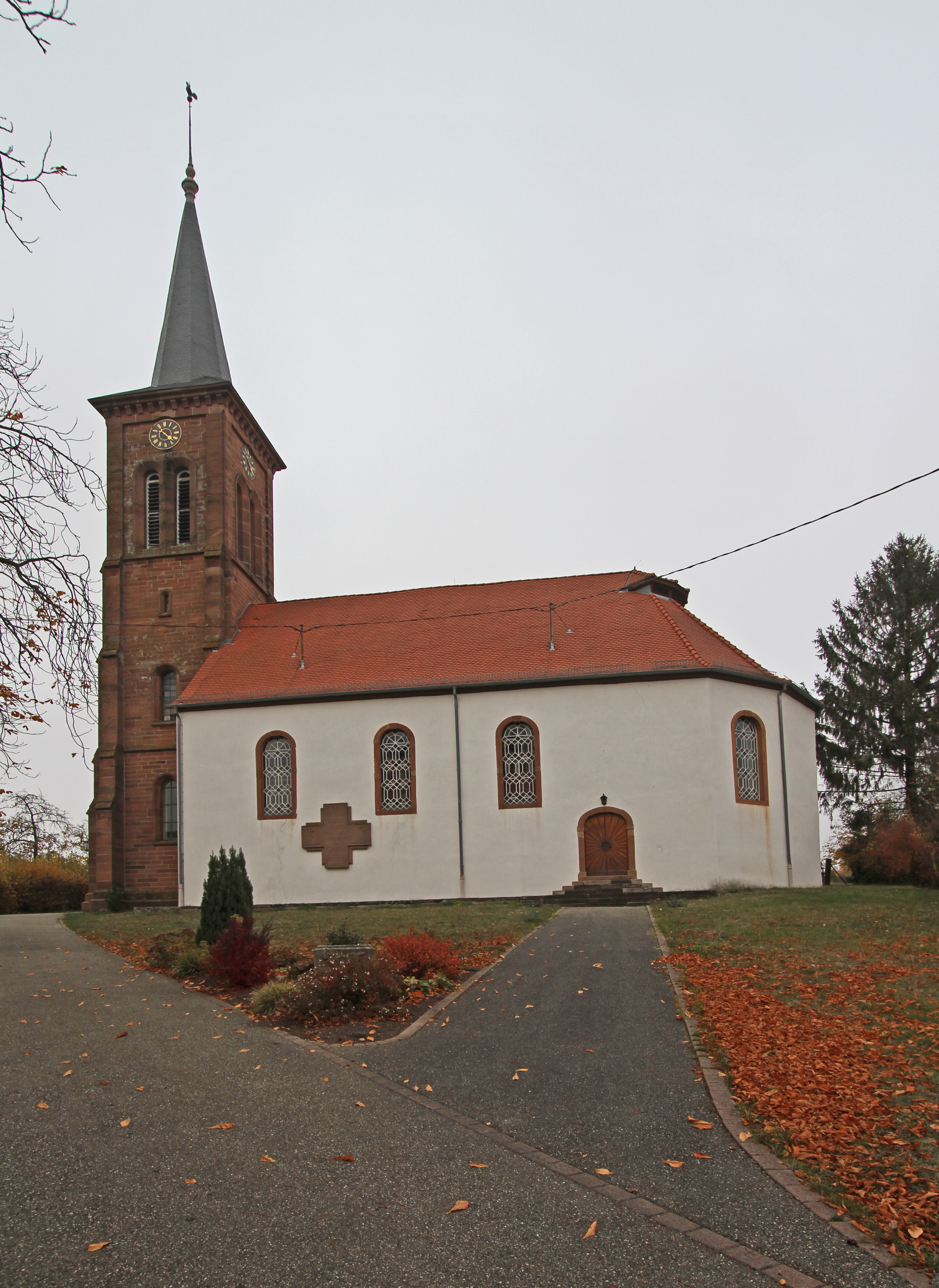
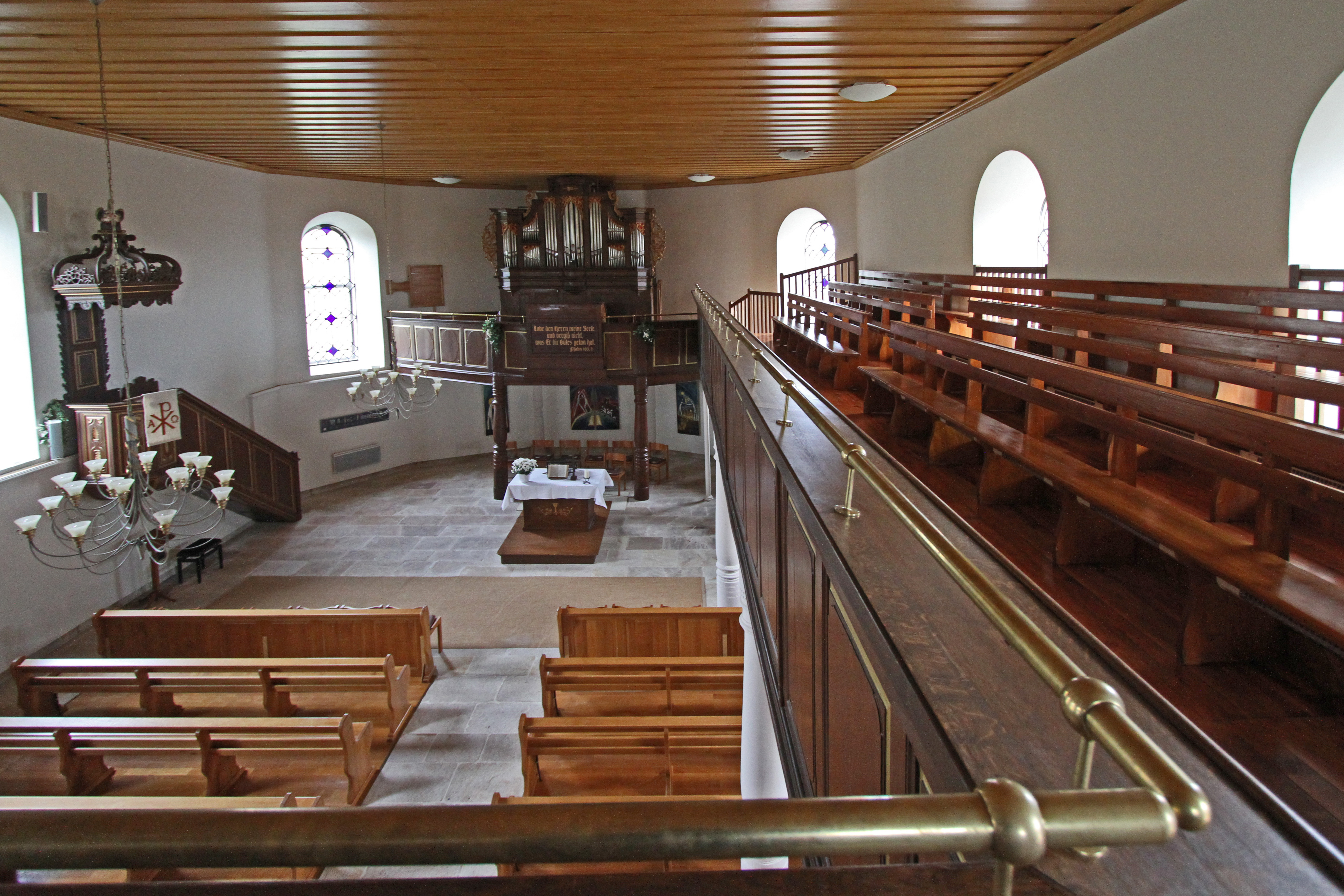
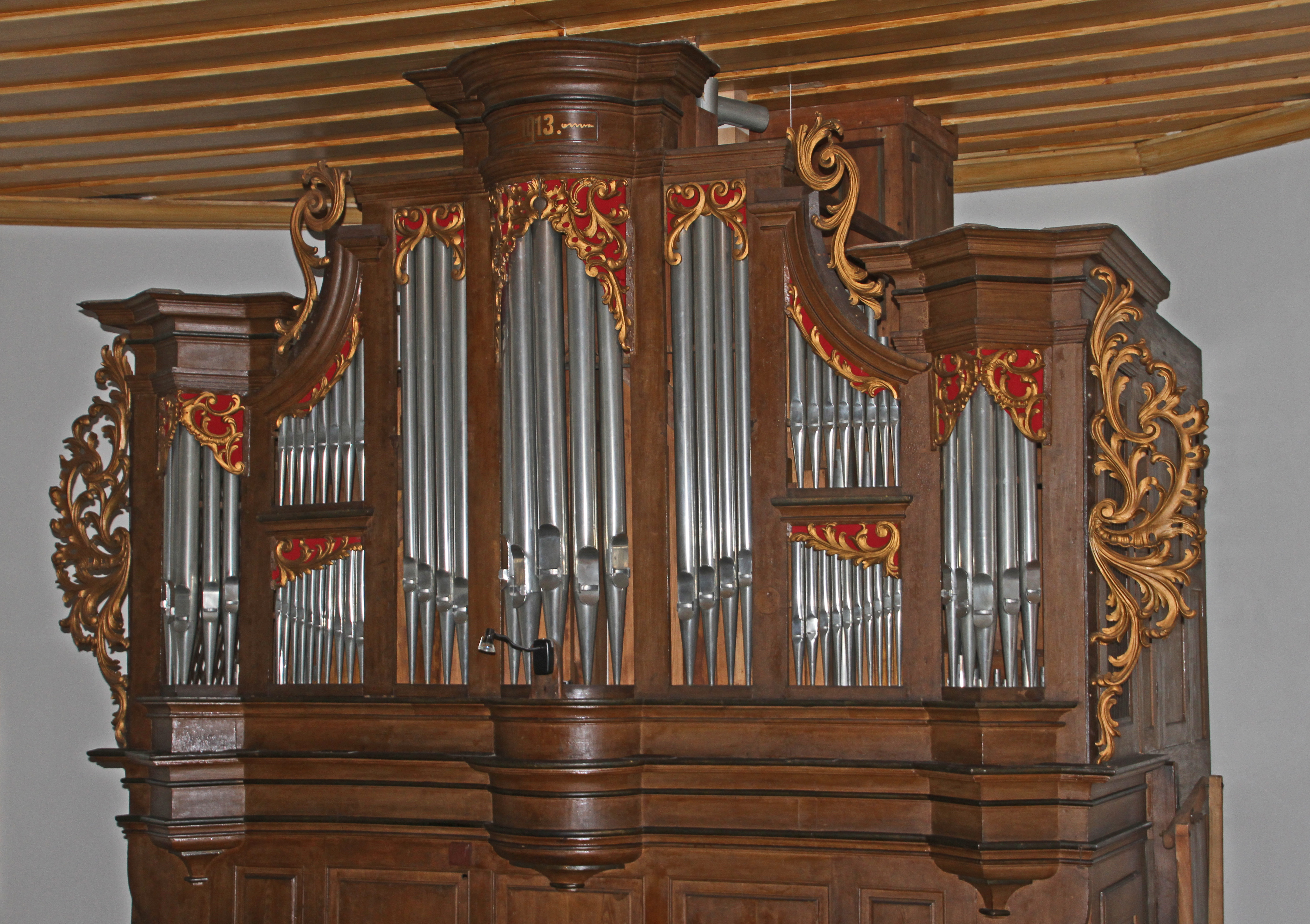
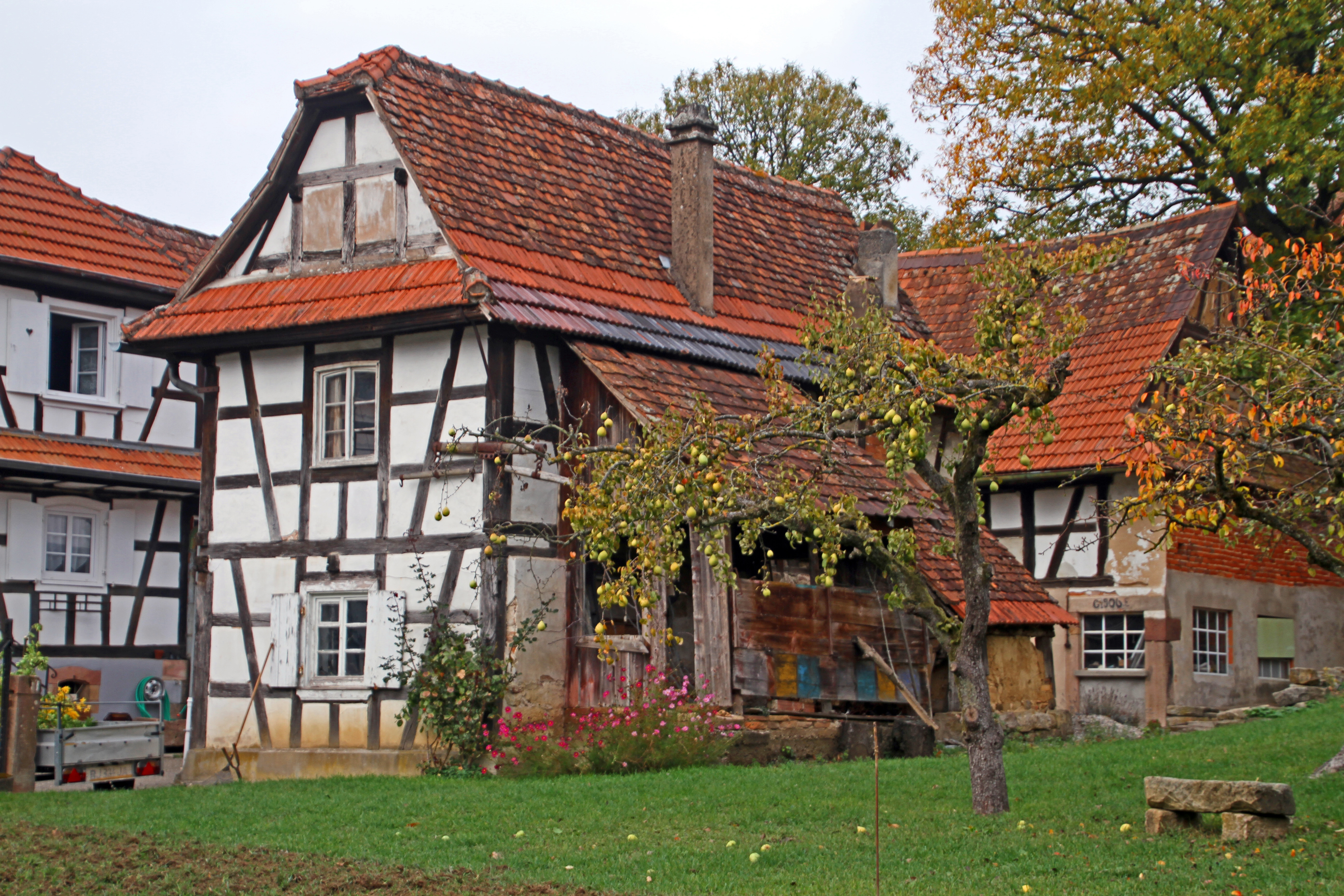
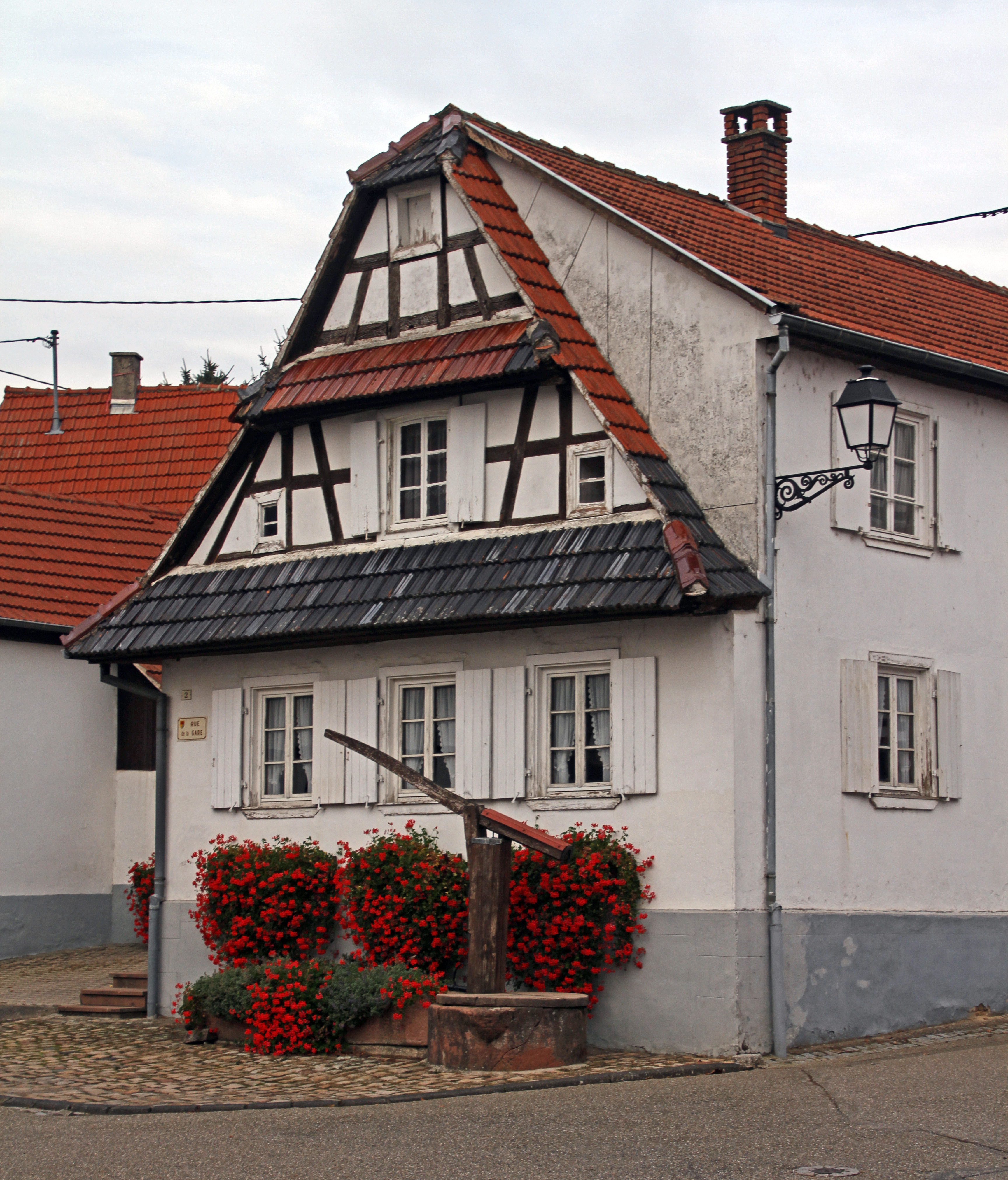